# Nils Söderberg (1903–1970)
Nils Alfred Söderberg, född 26 augusti 1903 i Gävle, Gävleborgs län, död 21 juli 1970 i Valbo församling, Gävleborgs län, var en svensk målare, grafiker och tecknare.
Söderberg var son till garveriarbetaren Johan Alfred Söderberg och Augusta Jansson och från 1927 gift med Elly Margareta Spetz samt far till Mona Söderberg.
Han studerade konst för Hermann Grom-Rottmayer i Wien 1922–1925 och utbildade sig därefter på egen hand under studieresor i Tyskland och Österrike. Han debuterade i en utställning i Gävle 1926 och hade sin första Stockholmsutställning 1937 men det var först 1939 som hans konst uppmärksammades av kritikerna då ett antal Gävleborgskonstnärer visade sina verk på Konstakademien.
Han fick sitt definitiva genombrott efter en separatutställning på Du Ungas salong i Stockholm 1941. Utställningen följdes upp med separatutställningar på Gummesons konsthall 1943 och 1948 samt på Konstnärshuset 1960. Han ställde ut separat i Norrköping, Hudiksvall, Bollnäs, Göteborg och ett tiotal gånger Gävle. Tillsammans med Carlotta Jönsson ställde han ut på Lorensbergs konstsalong 1961 och tillsammans med Lars Boo och Thormod Larsen 1963 samt tillsammans med Mona Söderberg och Björn Forsman i Hofors. Han var genom åren representerad i en lång rad av Gävleborgs läns konstförenings höstutställningar i Gävle och perioden 1941–1961 medverkade han i Gävleborgsgruppens  utställningar i Gävle. Han deltog i en utställning med Norrlandskonst på Liljevalchs konsthall 1946 och några av Sveriges allmänna konstförenings salonger i Stockholm samt den internationella färglitografibiennalen i Cincinnati 1958 och Liljevalchs Stockholmssalonger.
Mellan 1925 och 1970 var Söderberg verksam som centralfigur inom Gästriklandskonsten. Han beskrivs som en brygga mellan de yngre och de äldre i Gävleborgsgruppen i och med att han företrädde ett nytt bildspråk. Söderberg ingick i en liten konstnärskoloni i Valbo, vilken, förutom honom själv, bestod av Fritz Smedberg , Alf Sundström och Manne Östlund. Alla fyra odlade några år lyckosamt de ås- och slättlandskap som fanns i Valbotrakten.
Det blev Nils Söderberg som fortsatte, sedan de andra tre börjat ägna sig åt andra konstområden. Söderberg kom att ses som en motsvarighet till Ecke Hedberg i Järbo.
Hans konst var till en början naivistisk med dekorativa skogs- och ängsbuketter men omkring slutet av 1950-talet övergick han till ett kargare måleri med motiv från den gästrikska slättbygden med karga vidder och vresiga klippor. Han blev känd för målningar från Valboslätten och den framväxande egnahemsbebyggelsen i Valbo socken.
Han målade även figurmotiv och porträtt där porträttet av riksdagsmannen Hemming Sten räknas som hans främsta. Som grafiker arbetade han med linoleumsnitt och litografi.
Bland hans offentliga arbeten märks en väggdekoration på Socialvårdens sjukhem i Gävle och en väggmålning på skogsmuseet Silvanum.
Söderberg är representerad vid Moderna museet, prins Eugens Waldemarsudde, Gävle museum, Örebro läns museum, Västerås konstmuseum, Gävle kommun och Sandvikens kommun. 2003 hölls en utställning “Nils Söderberg till minne” på Länsmuseet Gävleborg (17 juni–7 september 2003).